# Scotopteryx peribolata
Scotopteryx peribolata là một loài bướm đêm trong họ Geometridae.